# Esper Belosselski
Esper Konstantinovitx Belosselski-Belozerski (en rus Эспер Константинович Белосельский-Белозерский, Sant Petersburg, 8 d'octubre de 1870 – París, 5 de gener de 1921) va ser un príncep i regatista rus que va competir a començaments del segle xx.
El 1912 va prendre part en els Jocs Olímpics d'Estocolm, on va guanyar la medalla de bronze en la categoria de 10 metres del programa de vela. Brasche navegà a bord del Gallia II junt a Ernest Brasche, Karl Lindholm, Nikolai Puschnitsky, Aleksandr Rodionov, Iosif Schomaker i Philip Strauch.
El príncep Esper fou oficial de la Flota del Bàltic i havia servit en diferents iots imperials. Amb la Revolució Russa va fugir, primer a Finlàndia, l'estiu de 1917, i posteriorment, a finals de 1919, a París.